# Магнет-Коув (Арканзас)
Магнет-Коув (англ. Magnet Cove) — переписна місцевість (CDP) в США, в окрузі Гот-Спрінгс штату Арканзас. Населення — 692 особи (2020).

## Географія
Магнет-Коув розташований за координатами 34°26′18″ пн. ш. 92°50′15″ зх. д. / 34.43833° пн. ш. 92.83750° зх. д. (34.438325, -92.837488).  За даними Бюро перепису населення США в 2010 році переписна місцевість мала площу 0,03 км², уся площа — суходіл. В 2017 році площа становила 5,35 км², з яких 5,34 км² — суходіл та 0,01 км² — водойми.

## Демографія
Згідно з переписом 2010 року, у місті мешкало 5 осіб у 2 домогосподарствах у складі 1 родини. Густота населення становила 197 осіб/км².  Було 2 помешкання (79/км²). 
Расовий склад населення:
| - 100,0 % — білих |

До двох чи більше рас належало 0,0 %. Іспаномовні складали 0,0 % від усіх жителів.
За віковим діапазоном населення розподілялося таким чином: 40,0 % — особи молодші 18 років, 60,0 % — особи у віці 18—64 років, 0,0 % — особи у віці 65 років та старші. Медіана віку мешканця становила 27,5 року. На 100 осіб жіночої статі у місті припадало 150,0 чоловіків;  на 100 жінок у віці від 18 років та старших — 50,0 чоловіків також старших 18 років.
Середній дохід на одне домашнє господарство  становив 82 926 доларів США (медіана — 74 330), а середній дохід на одну сім'ю — 88 756 доларів (медіана — 93 269). Медіана доходів становила 31 324 долари для чоловіків та 31 016 доларів для жінок. 
Цивільне працевлаштоване населення становило 192 особи. Основні галузі зайнятості: виробництво — 35,9 %, освіта, охорона здоров'я та соціальна допомога — 22,9 %, роздрібна торгівля — 19,3 %, публічна адміністрація — 17,7 %.